# Empis tasmaniensis
Empis tasmaniensis är en tvåvingeart som beskrevs av Smith 1989. Empis tasmaniensis ingår i släktet Empis och familjen dansflugor.
Artens utbredningsområde är Tasmanien. Inga underarter finns listade i Catalogue of Life.